# 화레즘어
화레즘어는 고대 화레즘에서 쓰이던 동이란어군 계통의 언어로, 소그드어와 가까운 관계였다. 아무다리야강 하류와 아랄해 남측에 걸친 역사적 화레즘 지역(오늘날의 우즈베키스탄 북부와 인접 지역)에서 사용되었다.
화레즘어에 대해 알 수 있는 사실은 중세 이란어 단계의 기록에 한정되어 있으며 소그드어처럼 더 옛날의 형태에 대해서는 알려진 바가 적다. 화레즘의 학자인 알비루니와 알자마크샤리의 서술로 미루어보아 13세기까지는 사용되었을 것으로 보이나, 이미 페르시아어와 튀르크어에 대체되어 사라지고 있었다.
화레즘어의 기록으로는 알비루니의 천문학 용어를 포함하여 자마크샤리의 아랍어-페르시아어-화레즘어 사전이나, 화레즘어 용어를 쓰거나 법적 개념을 설명하기 위해 화레즘어를 인용하는 기록(Qunyat al-Munya 등) 따위가 있다.
이 분야의 저명 학자인 월터 브루노 헤닝(Walter Bruno Henning)이 저술하던 화레즘어 사전은 그의 사망으로 미완성되었다. 그의 사후 1971년 D. N. MacKenzie에 의해 사전의 일부가 출판되었다.

## 문자 체계
이슬람이 트란스옥시아나에 진출하기(8세기 초) 전에 화레즘어는 페르시아의 제국 아람 문자에 기반을 둔 소그드 문자나 팔라비 문자에 가까운 형태의 문자로 쓰였다. 그 기록은 동전과 유물에 몇 안 되는 사례가 남아 있다. 이슬람의 도래 이후 화레즘어는 페르시아-아랍 문자에 특유의 소리를 표현하기 위한 몇 문자를 추가한 버전을 사용했는데, 이는 전통적인 파슈토어 표기에서와 유사하다.

## 같이 보기
- 동이란어군
- 화레즘 튀르크어